# Mecanismo de Sarrus

Mecanismo de Sarrus. Para ver la animación pulse la imagen.

El mecanismo de Sarrus, inventado por Pierre Frédéric Sarrus en 1853, permite transformar un movimiento circular limitado en un movimiento rectilíneo sin necesidad de una guía auxiliar.
El mecanismo de Sarrus es un mecanismo espacial, con un movimiento tridimensional de las piezas que lo integran. En el mecanismo de Peaucellier-Lipkin todas las piezas se mueven en un plano.